# Tonnara di Marzamemi
La tonnara di Marzamemi era la più rilevante della Sicilia orientale, come rilevano gli studiosi Fabio Salerno e Salvo Sorbello, che hanno riportato nei loro libri i dati relativi al pescato delle diciassette tonnare che erano attive lungo la costa orientale della Sicilia. Anzi per il D’Amico: questa è la Tonnara migliore di ritorno del Regno ed isola di Sicilia, (…) facendo delle ubbertosissime pescagioni.
Già nel 1558 lo storico Tommaso Fazello scriveva di Marzamemi come di "un ridotto di navi. Il mare abonda quivi di tonni e d'altri pesci marini, tutti buoni a mangiare".
Nella tonnara di Marzamemi si effettuavano due mattanze ogni giorno: una al mattino ed una nel primo pomeriggio.

## Descrizione
Il nucleo della tonnara è costituito dalla piazza Regina Margherita e dal palazzo padronale, fatto costruire nel 1752 dai Calascibetta e gestito poi dai Nicolaci, gabelloti di tonnara, secondo qualcuno discendenti da un ammiraglio Nicolajev o Nicolaus, di origine anglo-russa, secondo altri, invece, eredi di un rais della tonnara di Pizzo Calabro. I lavori iniziarono nel 1746, su iniziativa dei baroni Calascibetta e furono guidati dai mastri Matteo Corso e Pasquale Alì.
Il palazzo è in pietra arenaria e sul portale è raffigurato lo stemma della famiglia Nicolaci; sulla parte superiore della facciata sono collocati cinque canali di scarico dell’acqua piovana, a forma di mensole terminanti con visi umani.
Sempre nella piazza si trova la chiesetta vecchia della tonnara, costruita in pietra arenaria, con una facciata semplice ma elegante, dove svettano da una parte un piccolo campanile e dall'altro un arco. La chiesa aveva tre altari: al centro quello della Madonna di Pompei, ai due lati quelli di S. Antonio di Padova e di S. Francesco di Paola, patrono di Marzamemi e custodiva anche un artistico dipinto raffigurante la Madonna del Carmelo.
Ancora visibili Il cortile arabo e le casuzze dei pescatori che attorniano piazza Regina Margherita, tra cui la casa del forno e la casa del razionale. Accanto al palazzo venne costruito nel 1912 lo stabilimento per la salagione del tonno e poi per la lavorazione sott’olio.
Oggi, nella stessa piazza sorge la chiesa nuova di S. Francesco di Paola, in pietra bianca, costruita per volere di papa Pio XI e sul cui prospetto spicca un rosone di stile romanico.

## Storia
Concessa il 14 febbraio del 1655, con investitura della Regia Corte ad un barone spagnolo, nei primi anni di attività la tonnara non veniva calata ogni anno, bensì ad anni alterni, perché non si riuscivano a smaltire tutti i tonni pescati, che, in gran parte, venivano salati e conservati in botti di legno. Solo dalla seconda metà del Settecento venne calata annualmente. Le tonnare di Marzamemi e Vendicari furono acquistate da Simone Calascibetta (nobile di Piazza Armerina e giudice a Palermo) “dal Regio Fisco il 14 febbraio del 1655, insieme con quelle di Fiume di Noto e Santa Bonagia per una tenuissima somma.”, come riporta il Memoriale delli Giurati di Noto a S.M., risalente probabilmente al 1747. La vendita puro e franco allodio, con i relativi titoli di barone, avvenne per novemila onze. Il nuovo padrone era esente dall’obbligo del servizio militare e trasmetteva i privilegi agli eredi. In quel periodo la Spagna, dopo gli ingenti costi sopportati per la guerra dei trent’anni, aveva un urgente bisogno di cospicui capitali e le vendite di tonnare e di titoli nobiliari furono tra le misure attuate per reperire, in tempi brevi, nuove e consistenti entrate economiche.
La tonnara di Marzamemi, che mediamente pescava circa 2000 tonni all’anno, con delle punte di 2.655, 4.372, 2.735 e 3.233 rispettivamente negli anni 1902, 1904, 1905 e 1911, a iniziare dal 1922 cominciò ad avere una lenta, ma inesorabile diminuzione di pesca, tanto che nel 1926 fu deciso di chiudere lo stabilimento conserviero, in quanto le poche centinaia di tonni pescati venivano avviati unicamente ai mercati ittici che potevano ora essere celermente raggiunti per l'impulso preso dalla motorizzazione e per l'apparizione di alcune fabbriche di ghiaccio nel siracusano. Lo stabilimento conserviero aveva funzionato per conto dell'industria Angelo Parodi di Genova: addetti alla lavorazione erano specialisti genovesi come genovese ne era il direttore. Le scatolette che venivano prodotte avevano come marchio di fabbrica "AP Angelo Parodi Genova - Tonno all'olio puro di oliva - Lavorazione sul posto di pesca”. Lo stabilimento conserviero rinacque nel 1937, ma solo per un anno, per opera della nobile signorina Preziosa, dei baroni Bruno di Belmonte di Ispica; questa volta, però, per la lavorazione del pesce azzurro, che veniva sbarcato da numerosi pescherecci palermitani, i quali sfruttavano la pescosissima secca di Pachino, distante da Marzamemi circa otto miglia.
Dopo il 1922, la tonnara rimase attiva fino al 1943, esattamente fino al 12 giugno di quell’anno, quando fu mitragliata, con morti e feriti, dall'Aviazione inglese pochi giorni prima dello sbarco alleato. Riprese a funzionare l'anno successivo, con risultati sempre modesti (qualche paio di centinaia di tonni pescati) e la sua attività si protrasse fino al 1969, anno in cui chiuse definitivamente.
Di recente, a seguito dell'aumento delle quote di tonno rosso, è stata proposta la riattivazione delle tonnare di Favignana e di Marzamemi.